# 马拉柏特环形山
马拉柏特环形山（Malapert）是位于月球正面南极一座古老的撞击坑，约形成于45.5-39.2亿年前的前酒海纪，其名称取自十六世纪比利时耶稣会牧师、作家暨天文学家夏尔·马拉贝(Charles Malapert，1581年-1630年)，1935年被国际天文学联合会批准接受。

## 描述

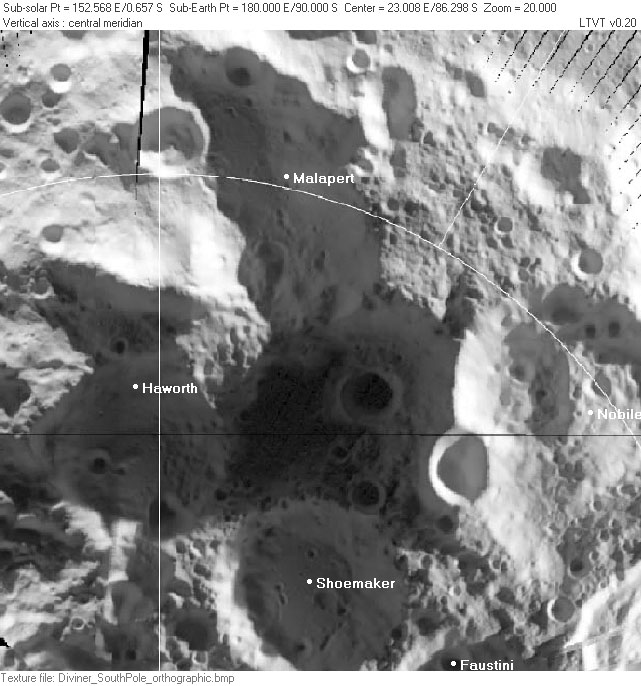
根据月球勘测轨道飞行器上红外线辐射计所测量的热辐射数据构建的月球表面图。

该陨坑西侧靠近卡比厄斯环形山、东北毗邻斯科特环形山、诺毕尔环形山位于它的东侧、东南偏南和南面则分别坐落了舒梅克环形山和霍沃思环形山。该陨坑中心月面坐标为83°56′S 19°50′E / 83.94°S 19.83°E，直径72.38公里，深度2.77公里。
马拉柏特环形山外观呈多边形状，坑壁已变成一圈环坑底的不规则山峰，西侧壁坐落了一座无名的撞击坑，沿东南侧坑也覆盖了一些小陨坑，而西南壁则构成了一道大致呈东西延伸，高约5000米的巍峨山岭-被非正式地称作"马拉柏特山"(有时称为"马拉柏特阿尔法")，该山岭的顶峰几乎完全坐落在0°经线上，而另一侧则隐没于阴影之中。陨坑坑底较为崎岖，分布着很多山丘，由于靠近南极，太阳照射的角度非常低，使该陨坑内部分地区几乎永久笼罩在黑暗中，难以进行观察。
有部分资料误认为马拉柏特山是一座一直处于太阳照耀下的永昼峰，然而，从计算止2020年的数据显示，马拉柏特山 M1峰点(月面坐标86°02′S 2°42′E / 86.04°S 2.7°E)在一个月球年中，平均光照天数占比为74%(最小56%，最大95%）；另一峰点 M2(月面坐标86°00′S 2°54′E / 86.00°S 2.9°E)的平均光照天数占比超过74%(最小58%，最大90%）。

## 任务与计划
马拉柏特山曾被提议作为月球南极探索时与地球进行联系的通信转发点。另外，山背面属于无线电信号屏蔽区，能完全消除来自地球的电磁干扰，是一处安装射电望远镜的理想之地。
2013年7月，美国私人航天公司月球快递宣布了一项计划在2018年后开展的探索任务详情。旨在月球马拉柏特环形山所选择的地点安装二座直径2米(6.7英尺)的太空望远镜，包括一座射电望远镜和一座光学望远镜。在任务公布的前一年，就已与国际月球观察协会 （页面存档备份，存于）开始了具体设计。

## 卫星陨石坑
按惯例，最靠近马拉柏特环形山的卫星坑将在月图上以字母标注在该坑的中心点旁。

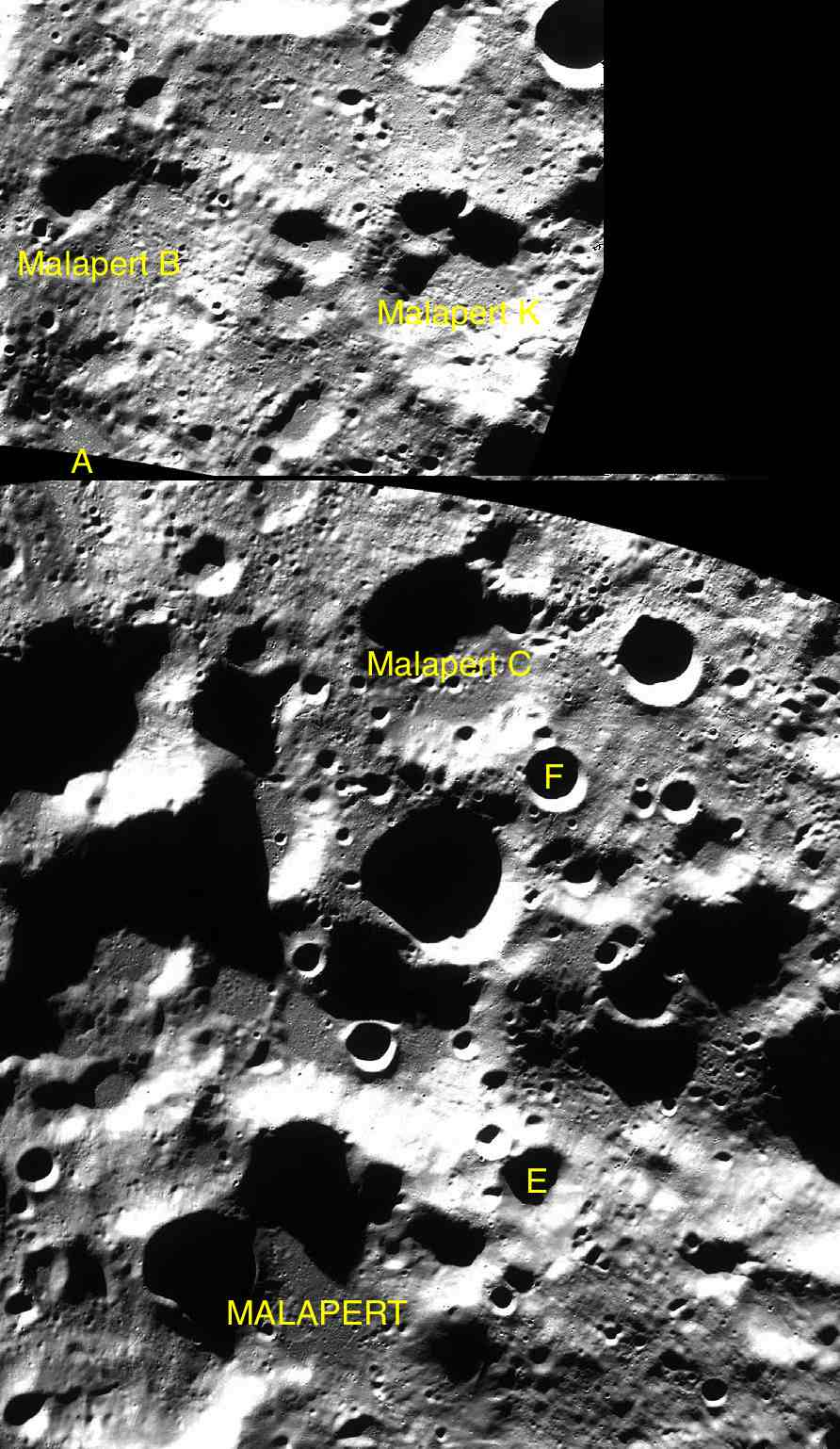
LAC-137与LAC-144组合图.

| 马拉柏特 | 纬度    | 经度    | 直径    |
| -------- | ------- | ------- | ------- |
| A        | 80.4° S | 3.4° W  | 24 公里 |
| B        | 79.1° S | 2.4° W  | 37 公里 |
| C        | 81.5° S | 10.5° E | 40 公里 |
| E        | 84.3° S | 21.2° E | 17 公里 |
| F        | 81.5° S | 14.9° E | 11 公里 |
| K        | 78.8° S | 6.8° E  | 36 公里 |

## 图像
在月球与行星研究所联合主办的空间资源圆桌会议上，库珀(B.L. Cooper)作了有关高入射角光照下反光地形成像难度的报告，不过，她的报告中反映，马拉柏特山地区的成像情况较好。

## 流行文化
在上世纪七十年代英国科幻电视连续剧《太空：1999》中，阿尔法月球基地的位置就是马拉柏特环形山。

## 另请参阅
- 永昼峰